# Presa de San Antonio
Presa de San Antonio är en ort i Mexiko.   Den ligger i kommunen Irapuato och delstaten Guanajuato, i den centrala delen av landet, 280 km nordväst om huvudstaden Mexico City. Presa de San Antonio ligger 1 737 meter över havet och antalet invånare är 152.
Terrängen runt Presa de San Antonio är platt åt nordost, men åt sydväst är den kuperad. Runt Presa de San Antonio är det tätbefolkat, med 790 invånare per kvadratkilometer. Närmaste större samhälle är Irapuato, 15,1 km sydost om Presa de San Antonio. Omgivningarna runt Presa de San Antonio är en mosaik av jordbruksmark och naturlig växtlighet.